# Пільщиков Андрій Борисович
Андрі́й Бори́сович Пі́льщиков (псевдо Джус від англ. Juice; 3 лютого 1993, Харків — 25 серпня 2023, біля села Сінгури Житомирського району Житомирська область) — український військовий льотчик, майор (посмертно) 40 БрТА Повітряних сил ЗСУ. Учасник російсько-української війни. Кавалер ордена «За мужність» II (2023, посмертно) та III (2022) ступенів. Герой України (посмертно, 2024).

## Життєпис
Андрій Пільщиков народився 3 лютого 1993 року в Харкові, де навчався у гімназії № 116. У підлітковому віці відвідував аеродроми Харківщини.
Уперше піднявся в небо на літаку Х-32-912 «Бекас» з пілотом громадської організації «Цивільний повітряний патруль».
Закінчив Харківський національний університет Повітряних сил імені Івана Кожедуба.

### Служба
Служив льотчиком винищувача МіГ-29 у складі 40-ї бригади тактичної авіації.
У 2018 році брав участь у міжнародних навчаннях «Чисте небо 2018». У барі ніколи не замовляв алкогольні напої, тільки сік (Juice). Тому американці підібрали йому позивний «Джус». На той момент був єдиним пілотом ПС ЗСУ, що офіційно мав позивний.

### Звільнення з 40-ї бригади тактичної авіації
За словами Лілії Авер'янової, (матір Андрія Пільщикова) Сергій Дроздов на посаді командувача Повітряних Сил причетний до організації нестерпних умов служби для молодих пілотів. Пілоти були незадоволені якістю організації служби, «совковими» порядками та добивались змін. Внаслідок конфлікту з командуванням Повітряних Сил та тиску на них, група з пяти молодих пілотів, серед яких найвідоміші Андрій Пільщиков та Вадим Ворошилов у 2021 році написали рапорти на звільнення.

### Російське вторгнення 2022 року

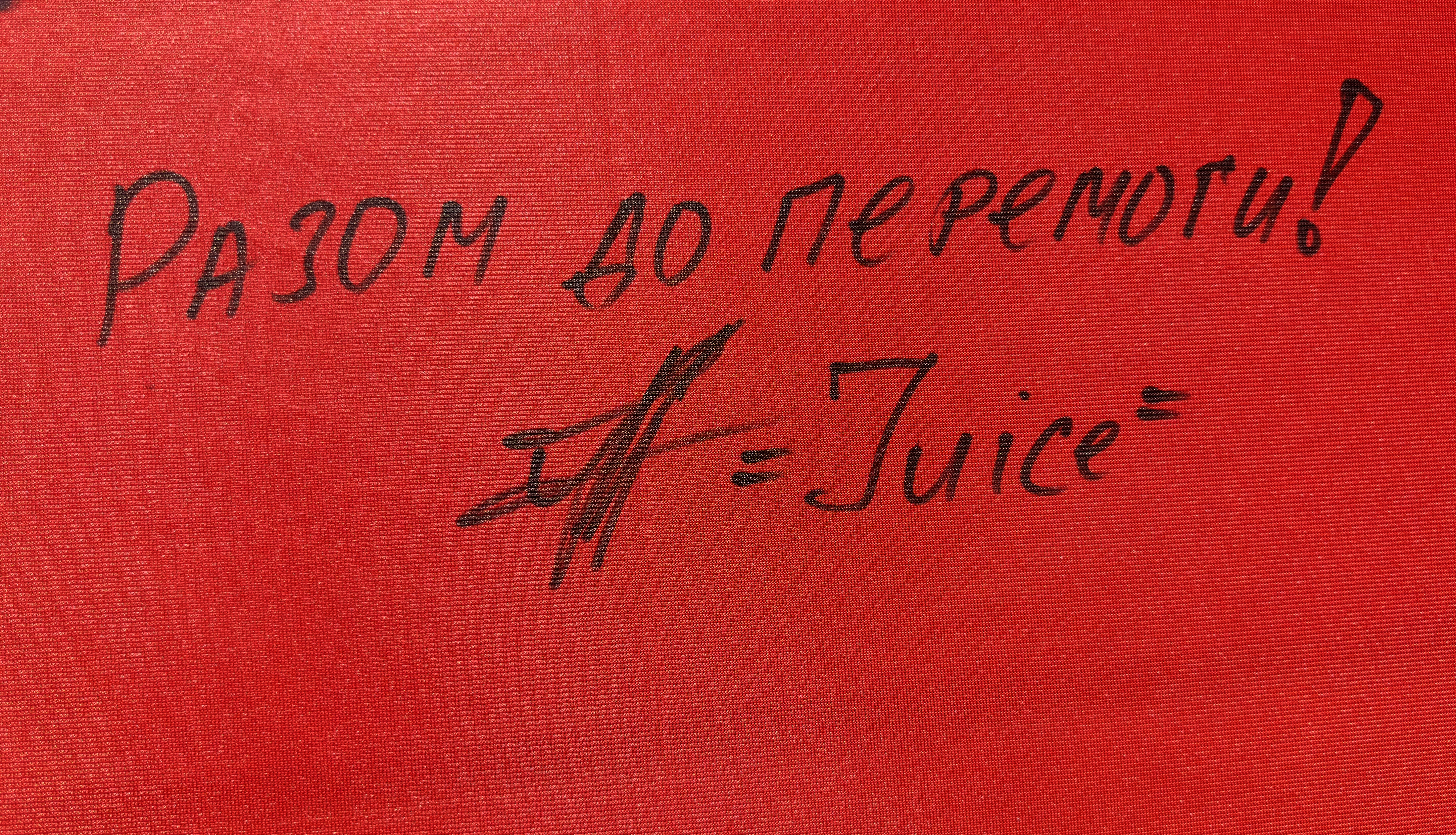
Разом до перемоги!
(7 квітня 2023)

З початком повномасштабної агресії Росії повернувся до Повітряних сил, захищав небо України. Брав участь у повітряній обороні Києва в складі підрозділу, який називали «Привиди Києва» та інших територій.
Андрій Пільщиков зробив великий внесок у розбудову ПС ЗС України. Неодноразово входив до офіційних делегацій на міжвідомчих груп, що лобіювали надання Україні сучасних багатофункціональних винищувачів та іншого сучасного озброєння в інтересах не тільки Повітряних сил, а й інших родів/видів військ. У червні 2022 року «Джус» та льотчик з позивним «Мунфіш» відвідали США в складі офіційної делегації, яка мала лобіювати надання Україні F-16. До цієї групи також був залучений відомий американський актор та кінорежисер Шон Пенн. Протягом декількох днів, пілотам разом з іншими делегатами вдалось зустрітися із відомими сенаторами та конгресменами, зокрема з конгресменом Адамом Кінзінгером (членом Республіканської партії, членом Палати представників США, колишнім пілотом Boeing KC-135 Stratotanker) в його офісі у Вашингтон. За результатами зустрічі, 17 червня 2022 року Адам Кінзінгер вніс на розгляд Палати представників Конгресу США «Ukraine Fighter Pilots Act». Співавторами законопроєкту також виступили Кріссі Гулаган, Тед Ліу, Сьюзан Вайлд, Том Маліновський, Ебігейл Спенбергер та Майк Левін.
В інтерв'ю The Washington Post, Financial Times, CNN, Fox News Channel, BBC News закликав західних партнерів надати Україні сучасні винищувачі.
2 червня 2023 року разом з пілотом «Nomad» (Владиславом Савєльєвим) на двох МіГ-29 здійснили успішний бойовий виліт у східному напрямку, запустивши ракети HARM.

Мав понад 500 годин нальоту.

### Загибель
Капітан Андрій Пільщиков загинув 25 серпня 2023 року під час зіткнення двох навчально-бойових літаків L-39 майора В'ячеслава Мінки та майора Сергія Проказіна біля села Сінгури на Житомирщині. Про смерть майора Андрія Пільщикова повідомив телеканал CNN і широко висвітлили українські ЗМІ, які опублікували повні архівні фотографії, на яких можна розпізнати його обличчя.
26 серпня 2023 року в своєму зверненні президент України Володимир Зеленський згадав про загибель «Джуса». За фактом аварії ДБР відкрило кримінальне провадження, обставини авіатрощі з'ясовуються.
Посмертно надано звання майора.

### Прощання
29 серпня 2023 року відбулося прощання з Андрієм Пільщиковим у Патріаршому соборі Воскресіння Христового. Віддати останню шану загиблому прийшло багато людей, серед яких був також командувач Повітряних сил Збройних Сил України генерал-лейтенант Микола Олещук.
Мати льотчика Лілія Авер'янова попросила командувача ПС ЗСУ взяти її в перший літак F-16, щоб здійснити коло в небі України. Микола Олещук дав їй обіцянку це зробити. 25 серпня 2024 року, у роковини загибелі «Джуса» командувач ПС ЗСУ Микола Олещук дозволив матері льотчика побути в кабіні літака F-16.
Майора Андрія Пільщикова поховали на Аскольдовій могилі м. Києва.

## Нагороди
- Звання Герой України з удостоєнням ордена «Золота зірка» (30 вересня 2024, посмертно) — за особисту мужність і героїзм, виявлені у захисті державного суверенітету та територіальної цілісності України, самовіддане служіння Українському народові[36][37];
- Орден «За мужність» II ступеня (28 вересня 2023, посмертно) — за особисту мужність, виявлену у захисті державного суверенітету та територіальної цілісності України, самовіддане виконання військового обов'язку[38];
- Орден «За мужність» III ступеня (2 травня 2022) — за особисту мужність і самовіддані дії, виявлені у захисті державного суверенітету та територіальної цілісності України, вірність військовій присязі[39].

## Крадіжки меморіальних нарукавних знаків
Могилі Андрія невідомими особами двічі завдано варварські дії. Так, у жовтні 2023 року, на сайті Національної поліції України було повідомлено про те, що під час моніторингу мережі інтернет поліцейські виявили публікацію з інформацією про те, що з могили Андрія викрадені меморіальні нарукавні знаки. За фактом наруги над могилою військовослужбовця слідчі Печерського управління поліції відкрили кримінальне провадження за ч. 1 ст. 297 Кримінального кодексу України.

## Вшанування пам'яті
24 листопада 2023 року Національний музей авіації та космонавтики США ухвалив рішення про вшанування Андрія «Джуса» Пільщикова: пілота, який протягом свого свідомого життєвого шляху боровся за розвиток української авіації. Тепер його ім'я викарбувано на меморіальній стіні музею, а самовіддане служіння Україні визнане належним до національного надбання авіації та космонавтики США.
У місті Харків є провулок Глісада Джуса.

### Відеофрагменти
- Пілот ЗСУ «Джус»: F-16, тренування українців, контрнаступ. Інтерв'ю Голосу Америки на YouTube // Голос Америки Українською. — 2023. — 24 травня
- Ексклюзив ТСН. Інтерв'ю з «привидом Києва», який захищає українське небо на YouTube // ТСН. — 2022. — 24 липня
- До зброї: Пілот «Джус» про адвокацію оновлення авіації ЗСУ на YouTube // Militarnyi. — 2022. — 1 липня
- Бойовий пілот Джус про передачу F-16, літаки росіян, повітряні бої. Велике інтерв'ю + ENG SUB на YouTube // Телебачення Торонто. — 2023. — 5 лютого.
- Після бавовни на Енгельсі ворог стає ще злішим на полі бою — Джус, пілот МіГ-29 на YouTube // Radio NV. — 2022. — 28 грудня